# El Puerto del Oro
El Puerto del Oro är en ort i Mexiko.   Den ligger i kommunen Coyuca de Catalán och delstaten Guerrero, i den södra delen av landet, 230 km sydväst om huvudstaden Mexico City. El Puerto del Oro ligger 545 meter över havet och antalet invånare är 208.
Terrängen runt El Puerto del Oro är kuperad åt nordväst, men åt sydost är den platt. Runt El Puerto del Oro är det glesbefolkat, med 8 invånare per kvadratkilometer. Närmaste större samhälle är Arroyo Grande, 9,6 km nordost om El Puerto del Oro. Omgivningarna runt El Puerto del Oro är en mosaik av jordbruksmark och naturlig växtlighet.